# Gérard Jarlot
Œuvres principales
Un chat qui aboie
Gérard Jarlot, né le 29 mars 1923 à Saumur et mort le 22 février 1966 à Paris, est un journaliste, scénariste et écrivain français, lauréat du prix Médicis en 1963.

## Biographie
Gérard Jarlot rencontre Marguerite Duras en 1957, au début d'une nouvelle période d'écriture pour l'écrivaine qui lui dédie le roman Moderato cantabile. Avec elle, il en fait l'adaptation et écrit les dialogues, pour le film homonyme réalisé par Peter Brook en 1959.
En 1960, il signe le Manifeste des 121 titré « Déclaration sur le droit à l’insoumission dans la guerre d’Algérie ».
Il meurt le 22 février 1966 au sein de l'Hôtel des Saint-Pères dans le 6e arrondissement de Paris et est inhumé dans un cimetière de Saint-Étienne (Loire).

## Œuvre

### Littérature
- 1943 : Le Périple d'Autun, nouvelles
- 1946 : Les Armes blanches, roman (Gallimard)
- 1948 : Un mauvais lieu, roman (Gallimard)
- 1963 : Un chat qui aboie, roman — prix Médicis

### Scénarios
- 1964 : La Chambre (téléfilm) de Michel Mitrani, en collaboration avec Michel Mitrani
- 1964 : Sans merveille de Michel Mitrani
- 1961-1963 : L'Itinéraire marin de Jean Rollin, en collaboration avec Marguerite Duras
- 1961 : Une aussi longue absence d'Henri Colpi, en collaboration avec Marguerite Duras
- 1960 : Moderato cantabile de Peter Brook, en collaboration avec Marguerite Duras